# Ibrahim al-Jaafari
Ibrahim al-Jaafari (ابراهيم الجعفري) (né en 1947 à Kerbala en Irak) est un homme politique irakien. 

## Biographie
- Président du Conseil de gouvernement du 1er au 31 août 2003 .
- Vice-président dans le gouvernement intérimaire de juin 2004 à avril 2005.
- Premier ministre du 7 avril 2005 au 22 avril 2006.
- Ministre des Affaires étrangères du 8 septembre 2014 au 25 octobre 2018[1].